# Une femme sans importance
Une femme sans importance (A Woman of No Importance) est une pièce de l'auteur irlandais Oscar Wilde. La pièce, publiée en 1893 et jouée pour la première fois la même année au Theatre Royal Haymarket à Londres, est une illustration de l'esprit de Wilde et de son goût pour la comédie sombre. Elle traite de la haute société anglaise, et a été reprise de nombreuses fois au théâtre en Europe et en Amérique du Nord depuis la mort de Wilde en 1900.

## Argument
La pièce se déroule dans une maison de campagne anglaise — Hunstanton (la propriété de Lady Hunstanton). Le rideau s'ouvre sur la terrasse où Lady Caroline est engagée dans une conversation avec une invitée puritaine américaine de Lady Hunstanton, Hester Worsley. D'autres personnages entrent en scène, dont la charmeuse Mrs Allonby, la docile Lady Stutfield et le mari soumis de Lady Caroline, Sir John. Ils discutent de sujets frivoles et sont plus tard rejoints par le puissant, charismatique et charmant gentleman Lord Illingworth qui a offert le poste de secrétaire au très chanceux Gerald Arbuthnot. La mère de Gerald est invitée à se joindre à eux, et lorsqu'elle arrive, elle comprend que Lord Illingworth est le père de Gerald. Elle avait eu une aventure avec lui vingt ans auparavant, était tombée enceinte, et il avait refusé de l'épouser, faisant d'elle une femme déchue. Elle est donc réticente à l'idée que Gerald devienne le secrétaire d'Illingworth, mais ne dit rien à Gérald des raisons de ses réserves. Gerald découvre le passé de sa mère dans un moment spectaculaire de mélodrame wildien — après avoir tenté de tuer Lord Illingworth qui avait embrassé Hester Worsley, dont Gerald est très épris,.
À la fin de la pièce, Gerald, Hester et Mrs Alburthnot quittent l'Angleterre pour l'Amérique dans l'espoir de vivre dans une société où cette dernière ne sera pas jugée aussi sévèrement.

## Caractères des personnages
Lord Illingworth est un homme d'environ 45 ans et célibataire. Il est plein d'esprit, intelligent et il pratique très bien le flirt, il sait comment se faire agréable avec les femmes. C'est un ancien amant de Mrs. Arbuthnot et le père de Gerald Arbuthnot. Il a une carrière diplomatique prometteuse car il sera bientôt l'ambassadeur à Vienne. Il aime la compagnie de Mrs. Allonby, qui a un esprit et une perspective similaires aux siens et qui s'engage dans les flirts également. Il offre à Gerald le poste de secrétaire privé. Ceci met en mouvement la chaîne des événements qui forme la trame principale de la pièce de théâtre. Lord Illingworth est un dandy un peu comme Oscar Wilde.

## Adaptation de la pièce
- 1937 : Une femme sans importance, un film de Jean Choux avec Pierre Blanchar et Lisette Lanvin[5].
- 1968 : Une femme sans importance, téléfilm réalisé par Gilbert Pineau avec Hélène Duc et Françoise Loubet[6].